# Georgia Coleman
Georgia Coleman (* 23. Januar 1912 in St. Maries, Idaho; † 14. September 1940 in Los Angeles) war eine amerikanische Wasserspringerin. Sie nahm an zwei Olympischen Spielen teil und gewann dabei vier Medaillen, darunter einmal Gold.

## Karriere
Im Alter von 16 Jahren nahm Georgia Coleman an den Olympischen Sommerspielen 1928 in Amsterdam teil, nachdem sie erst ein halbes Jahr zuvor mit dem Wasserspringen begonnen hatte. Sie startete sowohl im Wettbewerb vom Turm und Brett. Vom Brett erreichte sie hinter ihren Landsfrauen Helen Meany und Dorothy Poynton den Bronzerang, vom Turm musste Coleman sich nur Betty Becker-Pinkston geschlagen geben und gewann Silber. Vier Jahre später trat Georgia Coleman bei den Olympischen Sommerspielen 1932 in Los Angeles erneut von Brett und Turm an. Beim Turmspringen konnte sie erneut die Silbermedaille gewinnen, diesmal hinter Dorothy Poynton. Im Wettbewerb vom Brett wurde Coleman Olympiasiegerin vor ihren beiden Landsfrauen Katherine Rawls und Jane Fauntz.
Georgia Coleman startete für den Los Angeles Athletic Club und gewann elf Titel der Amateur Athletic Union. Sie war die erste Frau, die einen zweieinhalbfachen Salto vorwärts gesprungen ist. Nachdem Coleman 1937 an Polio erkrankt war, lernte sie zwar noch einmal Schwimmen, starb jedoch im Alter von nur 28 Jahren am 14. September 1940 in Los Angeles.